# Conamara Chaos
Conamara Chaos è una regione caotica presente sulla superficie di Europa, satellite di Giove. Il suo nome deriva da quello della regione irlandese del Connemara (in gaelico irlandese "conamara", appunto).
La struttura geologica della regione è regolata da un processo ciclico di fusione e successivo ricongelamento del ghiaccio, o di rimescolamento fra il ghiaccio meno freddo proveniente dall'interno del satellite e la superficie gelida. Conamara Chaos consiste infatti di placche di ghiaccio di origine recente disposte attorno a blocchi più antichi, orientati in maniera disordinata. Si ritiene che queste caratteristiche costituiscano una prova dell'esistenza di un oceano liquido al di sotto della superficie di Europa.